# Cornate d’Adda
Cornate d’Adda – miejscowość i gmina we Włoszech, w regionie Lombardia, w prowincji Monza i Brianza.
Według danych na rok 2004 gminę zamieszkiwało 9214 osób, 708,8 os./km².